# Dolina Kakrak
Dolina Karkak (darijsko درهٔ ککرک) je dolina v osrednjem Afganistanu, v provinci Bamijan, 120 km zahodno od province Kabul.
Slavna budistična freska z imenom Kralj lovec (7-8. stoletje n. št.) prikazuje tipično lokalno kraljevo osebnost, ki sedi na prestolu, z lokom in puščicami ob strani. Nosi krono s tremi polmeseci, ki so jo primerjali s kronami s tremi polmeseci na kovancih, najdenih v severovzhodnem Afganistanu na območju Zabulistana, kot je kovanec, najden v Gazniju. Pozno 7. do zgodnje 8. stoletje našega štetja. Drugi avtorji so krono s trojnim polmesecem pripisali vplivu Heftalitov. Slika je morda alegorija kralja, ki je opustil nasilje, zlasti lov na živali in se spreobrnil v budizem.

## Poslikave iz Kakraka
- Krono s trojnim polmesecem na poslikavi Kralj lovec iz Kakraka (7.-8. stoletje n. št.). Stenske slike iz 7.-8. stoletja, Kabulski muzej.
- Sedeči Buda, Kakrak
- Kupola, Kakrak. Musée national des arts asiatiques Guimet